# Вторая линия снабжения Вены высокогорной водой
Виенер-Хохквелленлайтунг II (нем. II. Wiener Hochquellenleitung — в пер. «вторая высокогорная линия родникового водоснабжения Вены») — водовод в Австрии, входит в систему венского водоснабжения и доставляет в город практически столько же питьевой воды, сколько и первая. Строительство было завершено в 1910 году.
Полная длина составляет 183 км — значительно больше, чем у первой линии. Источником воды служат горы Хохшваб.

## Предпосылки создания
Первая линия доставила в Вену высококачественную воду в значительном объёме. Однако, этого всё равно было недостаточно для продолжающего расширяться города, особенно в зимние месяцы: объём поставляемой воды зависел от расхода в источниках, который зимой падал. В 1890-х годах начались исследования и планирование расширения водоснабжения Вены.

## Предварительные исследования
Помимо подключения дополнительных источников к первой линии, исследовались и варианты создания второй, использующей источники в других районах. Рассматривались регионы, питающие Трайзен, Ибс и Эрлауф в Нижней Австрии, Энс и Зальцу в Штирии и Штайр в Верхней Австрии. Для оценки расхода воды проводились многолетние исследования. С учетом опыта строительства и использования первой линии, особенное внимание было уделено зимнему расходу воды, который у высокогорных источников, в отличие от среднегорных, оказался ниже.
В итоге выяснилось, что достаточное количество воды можно было брать только из истоков Трайзена или Зальцы. Однако, регион Трайзена был в дальнейшем исключен — несмотря на значительно меньшее удаление в 135 км — из-за значительного количества производств ниже по течению, которые пострадали бы в случае отвода заметной части воды на нужды Вены.